# Багненко Олександр Карпович
Олександр Карпович Багненко — український радянський партійний діяч, 1-й секретар Сталінського районного комітету КП(б)У міста Херсона, секретар Херсонського обласного комітету КПУ.

## Життєпис
Член ВКП(б).
Освіта вища. Перебував на відповідальній партійній роботі.
У 1945 (затверджений в серпні 1945) — після 1948 року — 1-й секретар Сталінського районного комітету КП(б)У міста Херсона.
У листопаді (затв.) 1955—1957 роках — секретар Херсонського обласного комітету КПУ з питань промисловості.
Подальша доля невідома.

## Нагороди
- орден Трудового Червоного Прапора (26.02.1958)
- орден «Знак Пошани» (23.01.1948)
- медалі